# Bembidion neresheimeri
Bembidion neresheimeri är en skalbaggsart som beskrevs av Müller 1929. Bembidion neresheimeri ingår i släktet Bembidion, och familjen jordlöpare. Arten har ej påträffats i Sverige.